# 宍粟市歌「ここがふるさと」
宍粟市歌「ここがふるさと」（しそうしか ここがふるさと）は、兵庫県宍粟市が制定した市歌である。作詞・槙映ニ、作曲・山田恵範。
本記事では、前身各町が制定していた町歌等の楽曲についても解説する。

## 解説
兵庫県の西播磨地域に属した旧宍粟郡では1932年（昭和7年）に野口雨情の作詞、中山晋平の作曲により四家文子が歌唱した「宍粟民謡」や「山崎小唄」が作られている。このうち「宍粟民謡」は郡全域の観光名所を謳いこんだものであったが、2番の瑠璃寺は1955年（昭和30年）に三河村が合併して佐用郡南光町（現：佐用町）となり郡域から外れ、3番の鹿ヶ壺は安富町が宍粟郡内各町の合併に加わらず姫路市へ編入されたため、歌詞の内容が2005年（平成17年）4月1日に山崎町および一宮町、波賀町、千種町の合併により発足した宍粟市の市域とはマッチしなくなっていた。
合併協議会では市歌の制定について「市花、市木、市歌、市民憲章については、合併後、新市において定めるものとする」と取り決められたが、合併当年に市花をササユリ、市木をブナ、また合併から4年後の2009年（平成21年）に市民憲章を採択して以降も市歌の制定に関しては先送りが続けられて来た。
その後、2025年（令和7年）の市制20周年を機に合併協定で取り決められながらも長らく実現していなかった市歌を制定する方針が決まり、宍粟市役所に有識者や市民代表者ら10名で構成する「市歌制定委員会」が設置される。歌詞の選定に当たっては懸賞募集方式ではなく、2024年（令和6年）6月から8月にかけて市内外から「豊かな自然や歴史、文化に恵まれた宍粟市への親しみやふるさと愛が感じられるようなフレーズ」を趣旨に歌詞へ採り入れて欲しい語句を募集し、寄せられた案を基に制定委員会で取りまとめる手法によって作成された。採用された歌詞は、制定委員会を代表して大阪芸術大学准教授の槙映ニが個人名義で作詞者となっている。
制定日は市制20周年当日の2025年4月1日付で、同日より市の公式サイト上で歌詞と楽譜、音源が公開されている。宍粟市の市歌制定により、兵庫県の播磨地域にある13市は全て自治体歌を持つことになった。宍粟市に関連する市歌以外の楽曲には難読地名「宍粟」の正しい表記を覚えることを目的に作られた「宍粟市字書き歌」や、市のマスコット「しーたん」のテーマソングで市民体操のBGMに使われる「あたし、しーたん！」がある。

## 旧町歌等
以下は宍粟市の前身に当たる4町が制定していた町歌等の楽曲である。いずれの楽曲も合併協議会の取り決めにより公的には廃止扱いとなっているが、市のサイトでは市歌の制定以前より「懐かしき旧町の歌」と題して4町がそれぞれ制定していた町歌や町民音頭等の音源を公開している。

### 山崎町
山崎町々歌
- 作詞：富田砕花 作曲：信時潔

1958年（昭和33年）8月29日制定。同年11月3日に山崎小学校講堂で作詞者の富田を招いて発表演奏会が行われた。
さつき音頭
- 作詞：池添静雄 補作：森菊蔵 作曲：岡千秋

1978年（昭和53年）に選定された町民音頭。ビクター音楽産業が西川峰子の歌唱でシングル盤（規格品番：17VP-5014）を製造しており、B面には「山崎小唄」のカバーが収録された。

### 一宮町
いちのみや行進曲
- 作詞：蒲田京治郎 作曲：秋月直胤 編曲：押尾司

1974年（昭和49年）9月に選定された町民愛唱歌で「一宮音頭」のレコードB面に久保田正末の歌唱で収録されたが、他3町と異なり正式な町歌とはされていなかった。
一宮音頭
- 作詞：蒲田京治郎 作曲：板谷隆一 編曲：山路進一

「いちのみや行進曲」と同時に選定された町民音頭。日本コロムビアが金田たつえの歌唱でシングル（PES-7574）を製造した。

### 波賀町
波賀町歌
- 作詞：島田陽子 作曲：加納光記

1982年（昭和57年）9月26日制定。サウンドワークスが大阪放送合唱団のコーラスを収録したシングル（MN-1166）を製造している。
波賀音頭
- 作詞：島田陽子 作曲：加納光記

町歌と同日に制定。シングルのB面に嶺陽子の歌唱で収録されている。
上記の他、1986年（昭和61年）には町内の引原ダムを題材とした愛唱歌「湖底の笛」が作られていた。

### 千種町
いのち輝く
- 作詞：島田陽子 作曲：池田八声

1990年（平成2年）4月に町制30周年を記念して制定。
ちくさで踊ろう
- 作詞：島田陽子 作曲：池田八声

町歌と同時に制定された町民音頭。
上記の他、ご当地ソングとして「千種川恋しぐれ」が選定されていた。